# Santuario del Báb
El Santuario del Báb o Mausoleo del Báb es un santuario de la fe bahaí ubicado en la ladera septentrional del monte Carmelo, en la ciudad de Haifa, Israel. El edificio forma parte de los jardines colgantes de Haifa y por ende catalogado como Patrimonio de la Humanidad de la Unesco. El santuario, ubicado en lo que se conoce como la Colonia Alemana de Haifa, contiene los restos mortales del Báb, fundador del babismo y precursor de Baha'ullah, creador de la religión bahaí. Para los practicantes de esta fe, se trata del segundo lugar más sagrado del mundo después del santuario de Baha'ullah en Acre, Israel.

## Descripción
El mausoleo del Báb es uno de los elementos más destacados y estructura central de los jardines colgantes de Haifa, que se distingue claramente tanto desde la cima de la Colonia Alemana (Stella Maris) como desde la avenida a pie del monte Carmelo.

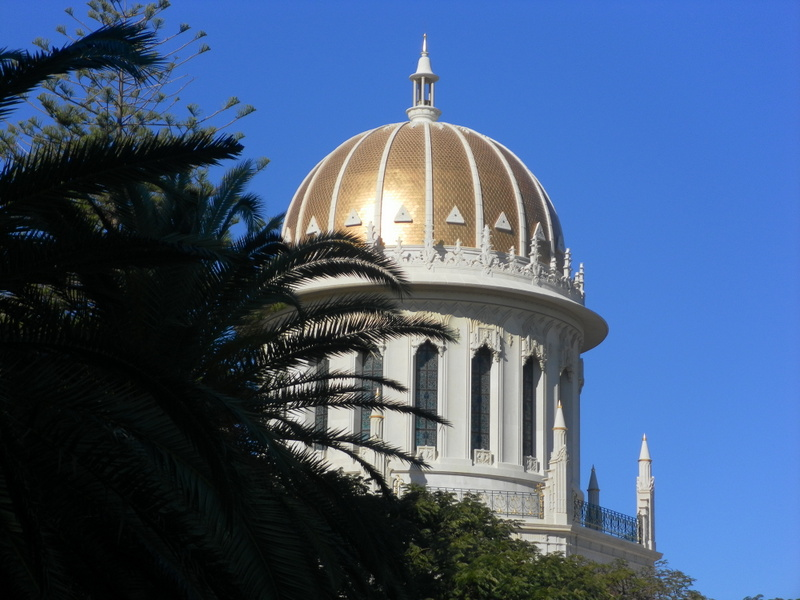
Cúpula del Mausoleo

Una cúpula sostenida por un tambor iluminado a través de dieciocho ventanas corona el edificio, confiriéndole el aspecto de una cúpula dorada, muy resaltada en el skyline nocturno de esta parte de la ciudad. La estructura principal del mausoleo es octogonal.
Todos los elementos arquitectónicos están hechos de granito rosa di Baveno (granito traído de las minas de Baveno) y piedra de Chiampo, al estilo oriental, que junto con la cúpula dorada conforman una armoniosa fusión de estilos. 

## Historia
Los restos del Báb fueron enterrados el 21 de marzo de 1909 en un mausoleo de seis espacios contiguos construido de piedra del propio monte Carmelo. La ubicación exacta del mausoleo en el monte Carmelo fue indicada en 1891 por el propio Baha'ullah a su hijo mayor, Abdu'l-Bahá.

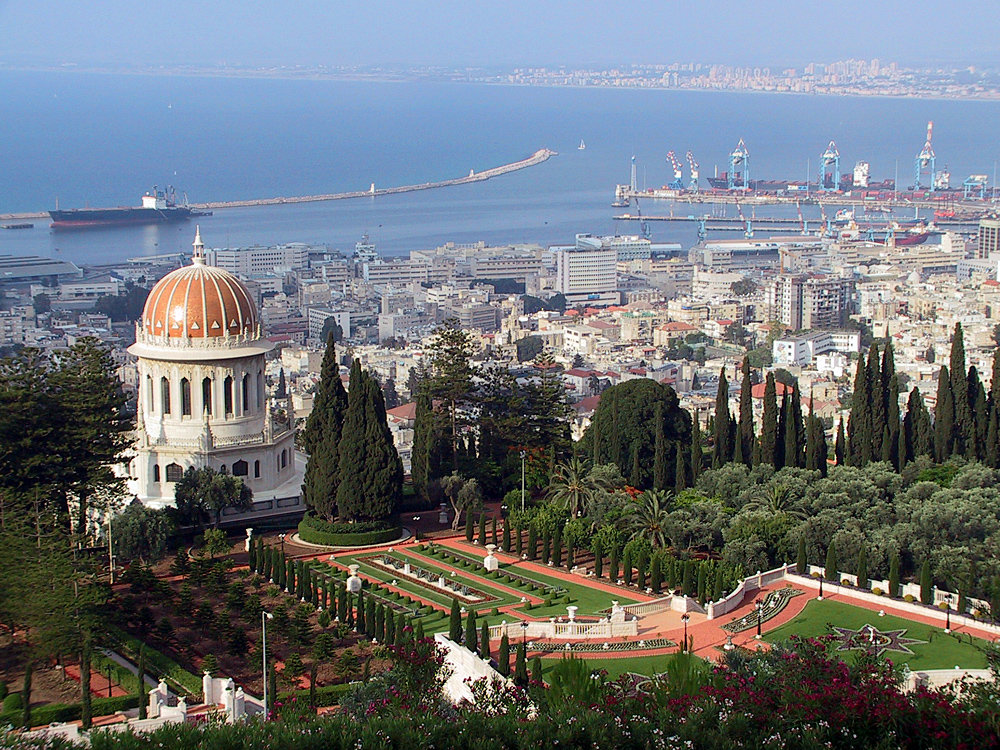
El mausoleo del Báb destacando por encima de las terrazas bahaíes, con vista a la bahía y puerto de Haifa.

En 1929, se incorporaron tres salas adicionales al edificio y en 1949 Shoghi Effendi, sobrino de Baha'ullah y el encargado de la realización del proyecto monumental, colocó la primera piedra del ambicioso conjunto que se transformaría en el actual mausoleo. Las obras de construcción se dieron por finalizadas en 1953, siendo financiadas en su totalidad por seguidores de la fe bahaí de todo el mundo. El diseñador del mausoleo fue el arquitecto canadiense William Sutherland Maxwell, suegro de Shoghi Effendi y un mano de la causa de la fe bahaí.
Mientras que Maxwell se encargaba de la realización del proyecto y de los detalles técnicos, fue Shoghi Effendi quien supervisara la obra y quien de hecho decidiera sobre la elección y mezcla de estilos arquitectónicos, tanto occidentales como orientales. Al mismo tiempo, muchos de los aspectos de ingeniería técnica, como en el caso de la cúpula, se desarrollaron por el profesor H. Neumann del Technion (universidad politécnica de Haifa). Tras la muerte de Maxwell en 1952, Shoghi Effendi le dedicó la puerta sur del mausoleo. 
En 1952, otro futuro mano de la causa, Leroy Ioas, un ingeniero estadounidense cuyos padres se habían convertido a la fe bahaí, y que había fomentado la construcción del templo bahaí de Illinois en Wilmette, su localidad natal, se propuso para ayudar a Shoghi Effendi en las obras de construcción del santuario del Báb, y sobre todo en la construcción del tambor y de la cúpula. Como en el caso de otros manos de la causa, Shoghi Effendi le dedicó una de las puertas del octágono monumental.
A petición de Shoghi Effendi, otro mano de la causa, el siciliano Ugo Giachery se encargó en Italia de la confección de 28 columnas, 8 pilares y 28 arcos, en granito de Baveno y piedra de Chiampo, siguiendo las especificaciones del proyecto de Maxwell. El envío por vía marítima de tanto material desde Italia a Israel fue considerado en su día uno de los más complejos de la historia del transporte marítimo de material de construcción. Giachery también tiene a su nombre una de las puertas del mausoleo.
El 8 de julio de 2008, el mausoleo del Báb, como parte del conjunto de sitios sagrados de la fe bahaí en Israel (Haifa y Acre), fue reconocido como Patrimonio de la Humanidad de la Unesco.